# Na Piscina, com Fê Paes Leme
Na Piscina, com Fê Paes Leme é um programa de variedades, brasileiro, produzido pela Panorâmica em coprodução com o canal GNT, apresentado por Fernanda Paes Leme em companhia da mixologista Flávia Di,  estreado em 15 de janeiro de 2024 no serviço de streaming Globoplay e no canal pago citado. E com sua versão somente em audio, nos principais tocadores de Podcast.

## Formato
A cada episódio, Fepa recebe, direto da piscina, um convidado especial para conversar, se divertir e brindar o verão. 

## Convidados
- Episódio 01: Samuel de Assis
- Episódio 02: Rafa Kalimann
- Episódio 03: Marcia Sensitiva
- Episódio 04: João Vicente de Castro
- Episódio 05: Pepita
- Episódio 06: Duda beat
- Episódio 07: Rodrigo Simas
- Episódio 08: Mari Gonzales
- Episódio 09: Lexa
- Episódio 10: Maria Clara Gueiros
- Episódio 11: Thaila Ayala
- Episódio 12: Letticia Munniz
- Episódio 13: Monica Iozzi
- Episódio 14: MC Cabelinho
- Episódio 15: Pocah
- Episódio 16: Caio Braz
- Episódio 17: Clara Moneke
- Episódio 18: Linn da Quebrada
- Episódio 19: Vitória Strada
- Episódio 20: Sandra Sá

## Receitas dos Drinks Apresentados
- Pierrot
- Daiquiri
- Mojito
- Drink Sinergia
- Fitzgerald
- Brumble
- Penicillin
- Basyl smash
- Gin fizz
- Jarra de Clericot
- So romantic
- Moscow mule
- Drink lagoa azul
- Strawberry field
- Red Dress